# Drillia cecchii
Drillia cecchii é uma espécie de gastrópode do gênero Drillia, pertencente a família Drilliidae.